# ثور: دنیای تاریک
ثور: دنیای تاریک (انگلیسی: Thor: The Dark World) یک فیلم ابرقهرمانی آمریکایی بر اساس شخصیت کمیک ثور متعلق به شرکت مارول کامیکس است که این فیلم به عنوان هشتمین فیلم در فهرست فیلم‌های دنیای سینمایی ماروِل به‌شمار می‌رود و دنبالهٔ قسمت نخست ثور است. ثور: دنیای تاریک به کارگردانی آلن تیلور و نویسندگی کریستوفر یاست و کریستوفر مارکوس و استیون مک‌فیلی است و بازیگران آن کریس همسورث، ناتالی پورتمن، تام هیدلستون، ادریس البا، جیمی الکساندر، استلان اسکاشگورد، رنه روسو و آنتونی هاپکینز همگی نقش‌های خود را در /قسمت اول را در این فیلم تکرار کرده و کریستوفر اکلستون و آدواله آکینویه آگباجه و ری استیونسون و کت دنینگز به گروه بازیگران اضافه شده‌اند. در ثور:دنیای تاریک، ثور پس از حوادث فیلم انتقام‌جویان باید به زمین برگرده تا از جین فاستر در مقابل الف‌های تاریک به رهبری مالکیث دفاع کند.
ساخت این فیلم از آوریل ۲۰۱۱ اعلام شد. کنت برانا کارگردان قسمت اول، از ساخت این قسمت کناره‌گیری کرد و پتی جنکینز برای ساخت استخدام شد اما در پی اختلاف با روسای مارول از کار کنار کشید. در نهایت آلن تیلور به عنوان کارگردان فیلم انتخاب شد. فیلمبرداری فیلم از ژانویه ۲۰۱۲ در لندن و ایسلند آغاز شد.
فرش قرمز فیلم، ۲۲ اکتبر ۲۰۱۳ در لندن برگزار شد. ثور: دنیای تاریک در ۸ نوامبر ۲۰۱۳ در آمریکا به نمایش درآمد. فیلم به‌طور عمده نظرات متوسطی از منتقدان دریافت کرد. منتقدان، بازی بازیگران و جلوه‌های ویژه را ستودند اما از فیلمنامه و نحوه کارگردانی آن انتقاد کردند. ثور دنیای تاریک بیش از ۶۴۴ میلیون دلار در سراسر جهان فروش کرده که آن را به دهمین فیلم پرفروش ۲۰۱۳ تبدیل می‌کند. دنباله‌ای برای این فیلم با عنوان ثور: راگنوراک در ۳ نوامبر ۲۰۱۷ منتشر شد.

## داستان
هزاران سال پیش، بور، پدر اودین، در نبردی سهمگین با الف‌های تاریکی به فرماندهی مالکیت روبه‌رو شد که قصد داشت سلاحی قدرتمند به نام آثر را آزاد کند تا نُه قلمرو را زیر سلطه خود بگیرد. پس از شکست دادن نیروهای مالکیت در سرزمین سورتالف‌هایم، بور آثر را به جهانی مخفی و ناشناخته منتقل کرد. مالکیت و همراهش، الگریم، به همراه چند الف تاریک دیگر، موفق به فرار شدند و وارد حالت تعلیق شدند تا زمانی مناسب برای بازگشت پیدا کنند.
امروز، در آسگارد، اودین لوکی را به دلیل خیانت‌هایش در زمین زندانی کرده است. تور به همراه دوستانش در تلاش است تا پس از بازسازی پل رنگین‌کمانی «بیفروست»، آرامش را به نُه قلمرو بازگرداند. در این میان، همگرایی نُه قلمرو، رویدادی نادر، در شرف وقوع است و دروازه‌هایی میان این دنیاها به طور ناگهانی باز می‌شوند.
دکتر جین فاستر، اخترفیزیکی برجسته، در لندن به کارخانه‌ای متروکه می‌رود که یکی از این دروازه‌ها در آن ظاهر شده است. ناگهان به دنیای پنهانی منتقل شده و آثر وارد بدنش می‌شود. تور او را پیدا کرده و به آسگارد می‌برد، جایی که اودین درباره خطرناک بودن آثر و پیامدهای فاجعه‌بار آن هشدار می‌دهد.
مالکیت با آزاد شدن آثر از خواب بیدار می‌شود و به دنبال جین می‌گردد. در جریان این نبرد، مادر تور، فریگا، جان خود را از دست می‌دهد. تور به‌منظور انتقام، لوکی را به همراه می‌آورد، کسی که راه مخفی ورود به سورتالف‌هایم را می‌شناسد. در آنجا، لوکی با ایجاد توهم، مالکیت را فریب می‌دهد تا آثر را از بدن جین بیرون بکشد، اما تور در نابودی آثر ناکام می‌ماند. مالکیت پس از ترکیب شدن با آثر فرار می‌کند و لوکی در این درگیری ظاهراً کشته می‌شود.
تور و جین در لندن گرد هم می‌آیند و با کمک دکتر اریک سلویگ، درمی‌یابند که مالکیت قصد دارد در مرکز همگرایی در گرینویچ، جهان را به تاریکی بکشد. تور با مالکیت در چند قلمرو به نبرد می‌پردازد و تیم جین موفق می‌شود او را به سورتالف‌هایم منتقل کند، جایی که مالکیت توسط کشتی خود نابود می‌شود. پس از بازگشت به آسگارد، تور پیشنهاد اودین برای پادشاهی را رد می‌کند. اما پس از رفتن تور، لوکی که زنده مانده، نقش اودین را به‌دست می‌گیرد.
در بخش میانی تیتراژ، ولستگ و سیف آثر را به «کلکتور» می‌سپارند تا از کنار هم بودن آن با تسراکت جلوگیری کنند؛ آن‌ها از خطر در دست داشتن دو سنگ بینهایت در نزدیکی یکدیگر بیم دارند. کلکتور نیز به دنبال جمع‌آوری پنج سنگ باقی‌مانده است. در پایان فیلم، جین و تور در زمین بار دیگر به هم می‌رسند.

## بازیگران
- کریس همسورث در نقش ثور
- ناتالی پورتمن در نقش جین فاستر
- تام هیدلستون در نقش لوکی
- آنتونی هاپکینز در نقش اودین
- استلان اسکاشگورد در نقش اریک سلویگ
- ادریس البا در نقش هایمدال
- کریستوفر اکلستون در نقش مالکیث
- آدواله آکینویه آگباجه در نقش آلگریم
- ری استیونسون در نقش وولستاگ
- کت دنینگز در نقش دارسی
- جیمی الکساندر در نقش سیف
- رنه روسو در نقش فریگا
- کریس ایوانز در نقش کاپیتان آمریکا

(حضورافتخاری)